# 쥐가오리
쥐가오리는 쥐가오리과에 속하는 가오리류의 일종이다. 학명은 모불라 모불라르(Mobula mobular)이며 동종이명으로는 모불라 야파니카(Mobula japanica)가 존재한다. 영어권 지역에서는 외형이 악마를 닮았다고 하여 데블 피시(Devil fish)나 데블 레이(Devil ray) 등으로 부르고 있다.
쥐가오리는 지중해에 서식하는 유일한 모불리드(Mobulid) 종이다. 이 종은 최대 디스크 폭이 5.2미터(약 17피트)로 기록된 바 있다. 그러나 이 데이터는 신뢰할 수 없으며, 거대악마가오리가 아니라 지중해에 표류한 거대한 해양 맨타가오리로 오해된 것일 수 있다고 한다. 또한, 쥐가오리는 꼬리 척추를 가진 유일한 악마물고기로 간주된다.

## 분류
쥐가오리를 1788년에 처음으로 기재한 Bonnaterre는 가오리속(Raja)으로 분류하여 라야 모불라르(Raja mobular)라는 학명으로 보고하였다. 이후 동물 분류가 개편되면서 가오리속에서 따로 분리되었고, 현재는 Mobula mobular라는 학명을 지니게 된다.
2017년 6월 24일, 윌리엄 화이트(William T. White) 및 동료 연구진들이 공동으로 발표한 논문에서는 Mobula mobular와 별개의 종으로 취급되었던 Mobula japanica가 분자생물학 연구 결과에 따라 Mobula mobular와 동일한 종류로 분류하고 있다. 이에 따라 Mobula mobular보다 늦게 기재된 학명인 Mobula japanica는 동종이명 처리가 되었다.

## 외형
날개 너비(양 쪽 가슴지느러미의 총 너비)는 최대 520cm까지 자랄 수 있으며, 가슴지느러미를 마치 날개처럼 퍼덕이면서 헤엄을 친다. 기다란 꼬리에는 가시가 달려 있지만 독은 존재하지 않는다. 한 쌍의 머리지느러미가 존재하고, 원통형으로 뚫려 있는 입구멍에는 미세한 이빨이 달려 있다.

## 분포 및 생태
인도-태평양과 동부 대서양에 널리 분포해 있다. 특정한 서식지가 없고 넓은 바다를 이동하는 원양 어류이며, 햇빛이 잘 드는 수면 가까이에서 주로 활동한다. 이빨이 작기 때문에 수면 가까이에서 플랑크톤과 같은 미세 생물을 걸러서 먹고 살며 가끔씩 작은 물고기를 섭취하기도 한다.
쥐가오리는 난태생으로 번식을 하며, 보통 한 마리의 새끼만을 임신하는 것으로 알려져 있다. 어미의 뱃속에 있는 새끼 쥐가오리는 처음에 몸에 달려 있는 노른자를 흡수하고, 노른자를 전부 흡수하게 되면 어미의 자궁에서 흘러 나오는 영양성 점액질을 섭취한다. 이 영양성 점액질에는 지방과 단백질 등의 여러 영양소가 존재한다. 태아 상태의 쥐가오리는 날개 너비가 최대 166cm, 몸무게는 최대 35kg이다.
쥐가오리는 지중해에서 가장 흔하게 발견되며, 동부 대서양, 아일랜드 남서부 해안과 포르투갈 남부, 그리고 중앙 및 서부 태평양에서도 발견된다. 지중해에서는 이 종이 널리 분포하며, 특히 동지중해와 아드리아해에서 자주 나타난다. 레반티네 분지에서 관찰되는 대규모 군집은 중요한 번식 지역을 의미할 수 있다.
쥐가오리는 연안 지역에서 심해 구역까지 서식하며, 수천 미터 깊이까지 내려갈 수 있다. 이들은 보통 작은 무리를 이루어 관찰되며, 때때로 더 큰 그룹을 형성하기도 한다.
쥐가오리는 주로 깊은 연안 수역에서 발견되지만, 가끔 얕은 수역에서도 관찰된다. 이탈리아 국립환경보호연구소(ISPRA)가 진행한 태그 실험에서 세 마리의 거대악마가오리가 태그된 후 깊이를 관찰했다. 그 결과, 이들은 최대 600-700미터(2000-2,300피트) 깊이까지 내려가지만, 대부분의 시간은 050미터(0164피트) 깊이에서 지낸다고 한다. 이들은 20-29°C(6884°F)의 따뜻한 물을 선호하며, 다른 종들이 일정 시간대에 깊은 잠수(딥 다이빙)를 하는 것과 달리, 이들은 특정 시간에 관계없이 무작위로 깊은 잠수를 한다.
다른 연구에서는 쥐가오리들이 혼자 또는 최대 18마리 정도의 작은 무리를 지어 관찰되었다. 이 연구는 또한 쥐가오리들이 지중해를 따라 계절에 따라 이동하며, 따뜻하고 생산적인 수역을 이용하는 종 이동을 겪는다고 강조한다.
쥐가오리의 평균 수명은 약 20년이다. 이 종은 에피펠라직(epipelagic) 종으로, 얕은 바다에서 주로 서식한다. 또한 매우 낮은 번식 능력을 가진다. 이는 이 종이 불규칙한 간격으로 한 마리의 새끼를 출산한다는 의미이다. 이 종은 알자어(ovoviviparous)로, 새끼는 어미의 몸속에서 알이 부화하여 자라다가 나중에 나와 성장한다. 오사카 수족관에서 태어난 새끼의 디스크 폭은 1.03미터(3피트 5인치)였다.
현재 이 종의 개체수가 감소하는 속도를 보면, 향후 60년 동안 최소 50%의 개체수가 감소할 것으로 예상된다. 이는 여러 가지 위협 때문인데, 그 중에는 개체군 감소에서 회복할 가능성이 낮다는 점이 포함된다.
지옥물고기는 플랑크톤 갑각류와 작은 어군을 먹고 살며, 이는 머리 부분의 두개엽(cephalic flaps)을 이용해 입으로 유도된다. 이 두개엽이 말려 올라가면 마치 뿔처럼 보이기 때문에, 이 동물은 "악마"와 같은 실루엣을 가지게 된다. 주로 북극 크릴(Meganyctiphanes norvegica)과 작은 중층어(mesopelagic) 및 청어류(clupeid fish)를 먹는다.

## 사람과의 관계
식용으로서의 가치가 낮기 때문에 어부들이 일부러 잡아 올리지는 않으며 가다랑어와 같은 식용 어류를 낚을 때 함께 잡히는 경우가 많다. 다만 쥐가오리의 아가미 부위를 따로 채취하여 약재로 팔기 위해서 쥐가오리 무리를 남획하는 곳이 상당수 존재한다. 또한 쥐가오리는 번식률이 낮기 때문에 개체수가 점점 줄어들고 있는 추세이다.
IUCN 적색 목록에서는 쥐가오리를 위급(EN) 등급으로 분류하고 있다. 다만 동종이명인 Mobula japanica가 두 단계 낮은 준위협(NT)으로 분류되고 있기 때문에 해당종의 적색 목록 등급을 재정리할 필요가 있다.

## 보존 상태
쥐가오리는 제한된 범위와 낮은 번식율을 가지고 있어 환경 변화에 매우 민감하다. 이로 인해 개체 수가 감소하는 추세를 보이고 있다. 쥐가오리에 대한 대부분의 정보는 우연 잡힘(bycatch) 데이터를 통해 얻어졌는데, 이 종은 높은 우연 잡힘 사망률을 가지고 있기 때문이다. 쥐가오리의 사망은 대부분 검은검치망(swordfish nets)에서 우연히 잡히는 경우로 보고되며, 때때로 롱라인, 망망이, 저인망(trawls), 트래멜넷(trammel nets), 참치 덫 등에서도 우연 잡힘으로 보고된다. 이 종은 어업, 자원 채취(다양한 어업에서 우연히 잡힘), 산업 폐기물, 고형 폐기물 등 여러 가지 위협에 직면해 있다.
쥐가오리에 대한 주요 위협은 지중해에서의 오염과 우연 잡힘으로 발생한 사망이다. 특히 트롤망, 참치 덫, 검은검치망(검은검치망을 위한 드래그넷) 등 다양한 어업 장비에 의해 우연히 잡히는 일이 많다. Mobula 속의 모든 종들은 수세기 동안 레크리에이션과 상업 어업의 대상이 되어 왔다. 가자지구와 이집트의 어업은 쥐가오리를 지역 소비를 위해 잡으며, 인도양과 대서양 등지에서도 우연 잡힘으로 보고된 바 있다.
2004년 IUCN(국제자연보전연맹) 적색 목록에서 쥐가오리는 위기 종으로 분류되었으며, 2006년에는 낮은 개체군 회복력과 지속적인 높은 우연 잡힘 사망률로 인해 멸종위기종으로 재분류되었다. 아드리아 해에서, 쥐가오리는 이탈리아와 크로아티아에서 법적으로 보호받고 있으며, 알바니아에서는 어업, 운반, 상륙, 거래가 금지되어 있다. 또한, 이 종은 베른 협약과 바르셀로나 협약에 따라 보호받고 있다.